# Zadni Upłaz

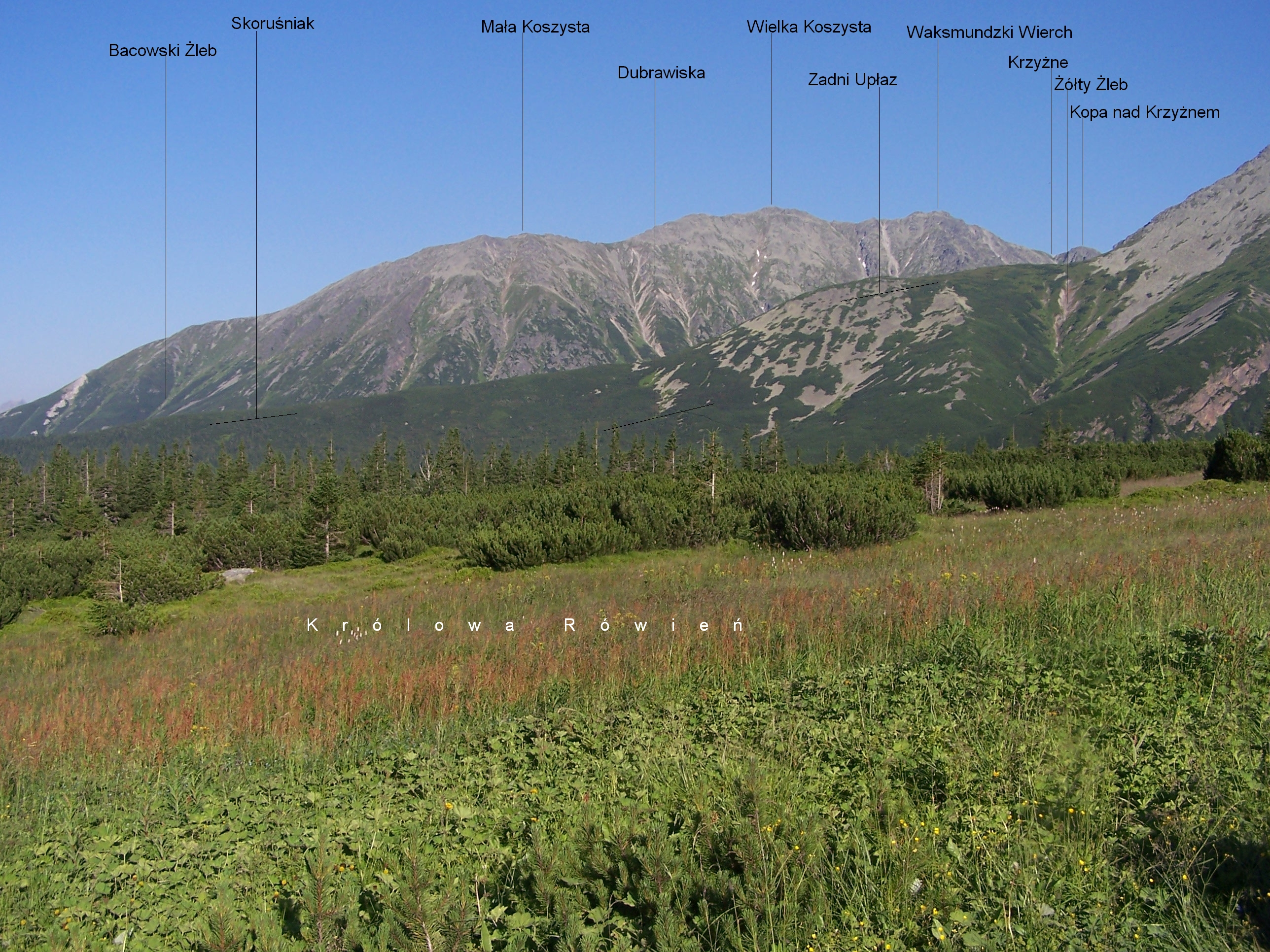
Widok z Królowej Równi

Zadni Upłaz (niem. Hintere Lehne, słow. Zadný úplaz, węg. Hátsó-hegyoldal) – środkowa część długiego północnego grzbietu Żółtej Turni w polskich Tatrach Wysokich. Masyw Żółtej Turni ku północy dzieli się na dwa ramiona obejmujące Żółty Żleb (przez W.H. Paryskiego nazwany Pańszczyckim Żlebem). Orograficznie prawe, znacznie dłuższe ramię to Zadni Upłaz, niżej znów dzielący się na dwa ramiona: Skoruśniak i grzbiet z Łasicową Czubką (Jasicową Czubką). Zachodnie stoki Zadniego Upłazu opadają do Żółtego Żlebu i do Doliny Suchej Wody (tzw. Dubrawiska), wschodnie do Pańszczycy. Zadni Upłaz ciągnie się od wysokości około 1900 -1600 m n.p.m., w przybliżeniu obejmuje więc piętro kosodrzewiny. Dość łagodne stoki zachodnie w większości porośnięte są kosodrzewiną, pozostała ich część to piarżyska złożone z odpornych na erozję kwarcystycznych piaskowców. Stoki opadające do Pańszczycy są bardziej strome – częściowo skaliste, częściowo porośnięte kosodrzewiną.
Nazwa Zadni Upłaz jest pochodzenia ludowego. Dawniej były to tereny pasterskie hali Pańszczycy
Obydwoma stokami Zadniego Upłazu prowadzi żółty szlak turystyczny na przełęcz Krzyżne. Przez grzbiet Zadniego Upłazu przechodzi na wysokości około 1650 m.

## Szlaki turystyczne
– żółty szlak z Doliny Gąsienicowej na Krzyżne. Czas przejścia: 2:45 h, ↓ 2:05 h